# Болюв
Болюв (пол. Bolów) — село в Польщі, у гміні Палечниця Прошовицького повіту Малопольського воєводства.
Населення — 85 осіб (2011).
У 1975-1998 роках село належало до Келецького воєводства.

## Демографія
Демографічна структура станом на 31 березня 2011 року:
|          | Загалом | Допрацездатний вік | Працездатний вік | Постпрацездатний вік |
| -------- | ------- | ------------------ | ---------------- | -------------------- |
| Чоловіки | 44      | 11                 | 31               | 2                    |
| Жінки    | 41      | 7                  | 21               | 13                   |
| Разом    | 85      | 18                 | 52               | 15                   |